# Vorma

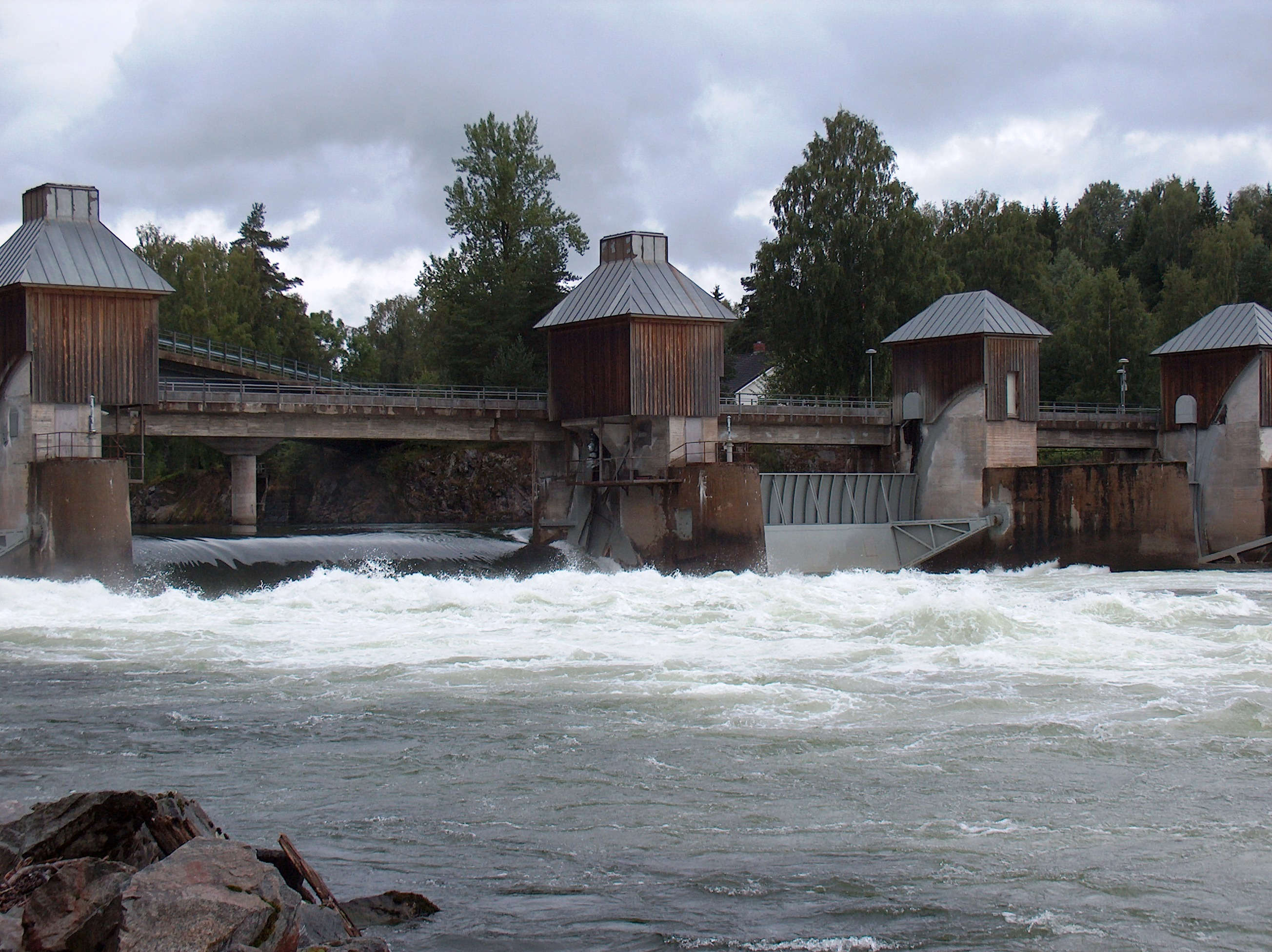
Svanfossen

Vorma är en älv i Norge som går från sjön Mjøsa vid Minnesund, genom Eidsvoll tills den rinner samman med Glomma 30 kilometer längre söder ut vid Vormsund.
I Vorma, vid Fenstad, ligger Svanfossen varifrån vattenståndet i Mjøsa regleras. Svanfoss sluss gör Vorma farbar för småbåtar från Rånåsfoss och Funnefoss i Glomma till Fåberg norr om Lillehammer.

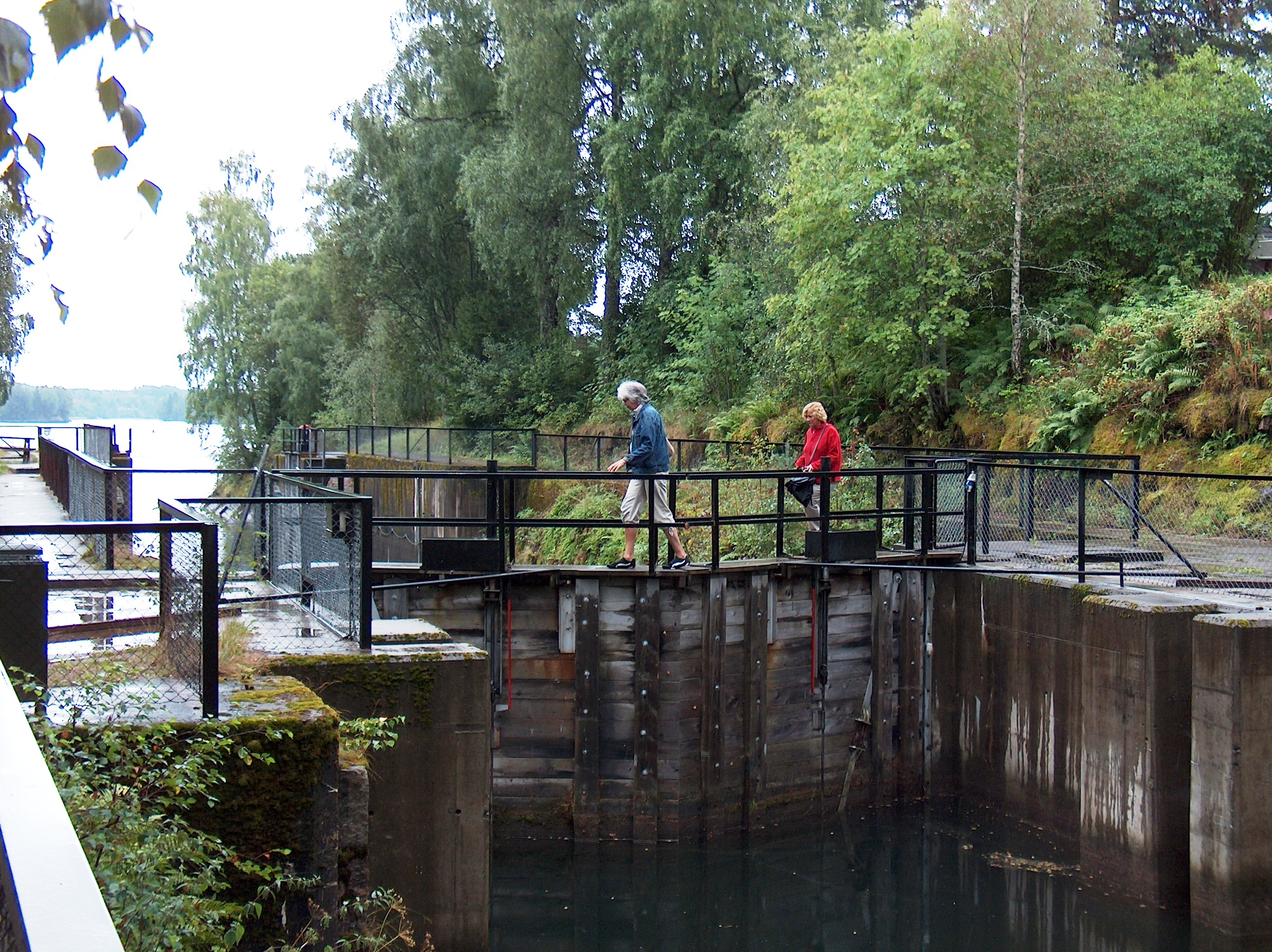
Svanfoss sluss i Vorma